# The Kissing Booth 3
The Kissing Booth 3 è un film del 2021 diretto da Vince Marcello. Il film è il sequel di The Kissing Booth 2 ed anche l'ultimo capitolo della saga.

## Trama
Dopo un viaggio post-laurea, Elle non ha ancora deciso se andare a Berkeley o ad Harvard, anche se Noah sta già cercando un appartamento fuori dal campus per loro. Quando i genitori di Noah e Lee annunciano che stanno vendendo la casa al mare dove hanno trascorso la loro infanzia, Elle, Noah, Lee e la fidanzata di Lee, Rachel, trascorrono l'estate lì per aiutare a prepararsi per la vendita.
Lee mostra a Rachel i suoi piani per vedersi in vacanza mentre vanno nei college in tutto il paese l'uno dall'altro, mentre Elle si trova improvvisamente di fronte alla scadenza di Berkeley. Scegliere di andare ad Harvard con Noah sconvolge Lee, quindi promette di passare l'estate facendo la loro lista dei desideri della spiaggia insieme.
L'amica di Noah Chloe – con cui Elle una volta pensava di avere una relazione – arriva alla casa al mare, mentre Marco (che Elle ha baciato) ottiene un lavoro nella zona. Durante una giornata al parco acquatico, Noah e Marco si scontrano, spingendo Noah a chiamare Elle ingenua per non aver visto che Marco prova ancora dei sentimenti per lei. Le tensioni aumentano quando lotta per dividere il suo tempo tra i fratelli. Allo stesso tempo, Elle lotta per accettare la nuova fidanzata di suo padre, Linda (anche lei amica della sua defunta mamma), temendo che la sostituirà.
Incoraggiato da Chloe (che sta affrontando il divorzio dei suoi genitori) a parlare con Elle, Noah fa i pati con lei. Marco si presenta alla festa del 4 luglio dove combatte di nuovo con Noah e lo prende a pugni, ma Noah si rifiuta di vendicarsi. Marco ammette a Elle che prova ancora dei sentimenti per lei, ma lei lo rifiuta. Quella notte, Elle litiga con suo padre per Linda, accusandolo di uscire con lei solo per il suo orgoglio; in risposta, racconta con rabbia i sacrifici che ha fatto per lei e suo fratello Brad e che lei non è l'unica persona che merita di essere amata.
Inconsapevole che Noah abbia visto la sua lettera di accettazione a Berkeley, Elle va a trovarlo al loro posto. Preoccupato che andrà ad Harvard solo per lui e che se ne pentirà, Noah rompe con lei. Con il cuore spezzato, Elle manca una lista di cose da fare con Lee per giocare a Dance Dance Revolution. Discutendo, Lee le dice che lui non è mai stato importante per lei rispetto a Noah, mentre lei gli dice di crescere e che tutte le sue decisioni quest'estate hanno riguardato il tentativo di rendere tutti felici.
La madre di Noah e Lee dice a Elle che dovrebbe iniziare a pensare a cosa vuole fare e scegliere un college in base a questo. Chloe ed Elle parlano di Noah mentre si salutano, con Rachel che intercetta la loro conversazione. Avendo visto i problemi che aveva la relazione tra Elle e Noah, Rachel rompe con Lee, anche se spera che un giorno si incontreranno.
Riconoscendo quanto sia felice suo fratello intorno a lei, Elle alla fine capisce e accetta Linda, riconciliandosi con suo padre. Marco si scusa con lei e dicono addio amichevolmente prima che lei faccia a patti con Lee. Si è resa conto di aver passato così tanto tempo a mantenere le sue relazioni con Noah e Lee che non ha capito cosa la rende felice. Elle si candida all'Università della California del Sud per studiare il game design. Ispirata da lei, la mamma di Noah e Lee decide di non vendere la casa al mare.
Sei anni dopo, Elle sta sviluppando il suo gioco. Lei e Lee rimangono migliori amici, visitando il destino Kissing Booth alla Fiera e al Carnevale di Beneficenza. Inoltre, Lee e Rachel sono tornati insieme e si sono fidanzati dopo il college. Elle vede Noah per (presumibilmente) la prima volta dalla loro rottura lì, dove rivela di avere offerte di lavoro presso studi legali sia a Los Angeles che a New York. Noah suggerisce di fare un giro in moto quando torna in città ed Elle è d'accordo. Si separano, ma non prima di guardarsi.

Elle e Noah percendono la costa in California sulle loro moto, ridendo e divertendosi.

## Produzione
Nel luglio 2020, è stato annunciato che il terzo film era stato girato segretamente back-to-back con il secondo film in Sudafrica nel 2019, con King, Elordi, Courtney, Perez, Richardson-Sellers e Young che hanno tutti ripreso i loro ruoli. Marcello dirige di nuovo da una sceneggiatura che ha scritto insieme a Jay Arnold.

## Promozione
Il trailer è stato diffuso il 7 luglio 2021.

## Distribuzione
Il film è stato pubblicato sulla piattaforma streaming Netflix l'11 agosto 2021.